# Toshiyuki Horie
Toshiyuki Horie (jap. 堀江 敏幸, Horie Toshiyuki; * 3. Januar 1964, Tajimi, Präfektur Gifu) ist ein japanischer Schriftsteller und Übersetzer.
Horie studierte französische Literatur an der Waseda-Universität. Es folgten ein Graduiertenstudium in Soziologie an der Universität Tokio und ein Dissertationsstudium an der Sorbonne in Paris. 2004 wurde er Professor an der Meiji-Universität, 2007 an der Waseda-Universität.
1995 debütierte er als Schriftsteller mit dem Roman Kogai e. 1999 erhielt er für Obaraban den Mishima-Preis, 2001 für Kuma no shikiishi den Akutagawa-Preis. Mit dem Kawabata-Yasunari-Literaturpreis wurde er 2003 für Sutansu Dotto
ausgezeichnet, für Yukinuma to sono shuhen im Folgejahr mit dem Tanizaki-Jun’ichirō-Preis.